# 歩兵の本領 (小説)
『歩兵の本領』（ほへいのほんりょう）は、2001年4月に講談社から出版された浅田次郎の短編小説集。

## 概要
1970年ごろの東京を舞台に、市ヶ谷駐屯地の自衛隊隊員たちの日常を描く青春グラフィティ。

## 収録作品
- 若鷲の歌（『小説宝石』1997年1月号）
- 小村二等兵の憂鬱（『小説現代』1997年4月号）
- バトル・ライン（『小説現代』 1999年1月号）
- 門前金融（『小説現代』 1999年3月号）
- 入営（『小説現代』 1999年4月号）
- シンデレラ・リバティー（『小説現代』 1999年7月号）
- 脱柵者（『小説現代』 1999年11月号）
- 越年歩哨（『小説現代』 2000年1月号）
- 歩兵の本領（『小説現代』2000年12月号）

## 書籍情報
- 単行本：2001年4月10日発売[1]、講談社、ISBN 978-4-06-210624-5
- 文庫本：2004年4月15日発売[2]、講談社文庫、ISBN 978-4-06-273989-4